# Manjulanagara, Srinivaspur
Manjulanagara là một làng thuộc tehsil Srinivaspur, huyện Kolar, bang Karnataka, Ấn Độ.